# Angela Ruggiero
Angela Ruggiero, född 3 januari 1980 i Panorama City (Los Angeles) i Kalifornien, är en amerikansk ishockeyspelare. Hon vann OS-guld 1998 och vann OS-silver 2002. Angela Ruggiero har en bror som också är ishockeyspelare som heter Bill Ruggiero. Han är målvakt och när de 2005 spelade i Tulsa Oilers i CHL, var de det första syskonparet bestående av bror och syster, som spelat i en professionell liga i USA. Hon var också den första kvinnliga utespelaren i CHL.
År 2004 tilldelades hon utmärkelsen Patty Kazmaier Memorial Award för bästa kvinnliga collegespelare i ishockey i USA.
Hon sköt USA till USA:s första VM-guld i straffläggningen mot Kanada i VM 2006.